# Mauern (Rennertshofen)
Mauern ist ein Pfarrdorf und Ortsteil des Marktes Rennertshofen im Landkreis Neuburg-Schrobenhausen im Regierungsbezirk Oberbayern. Zur Gemarkung gehören auch das Kirchdorf Treidelheim und der Weiler Siglohe.

## Geographie

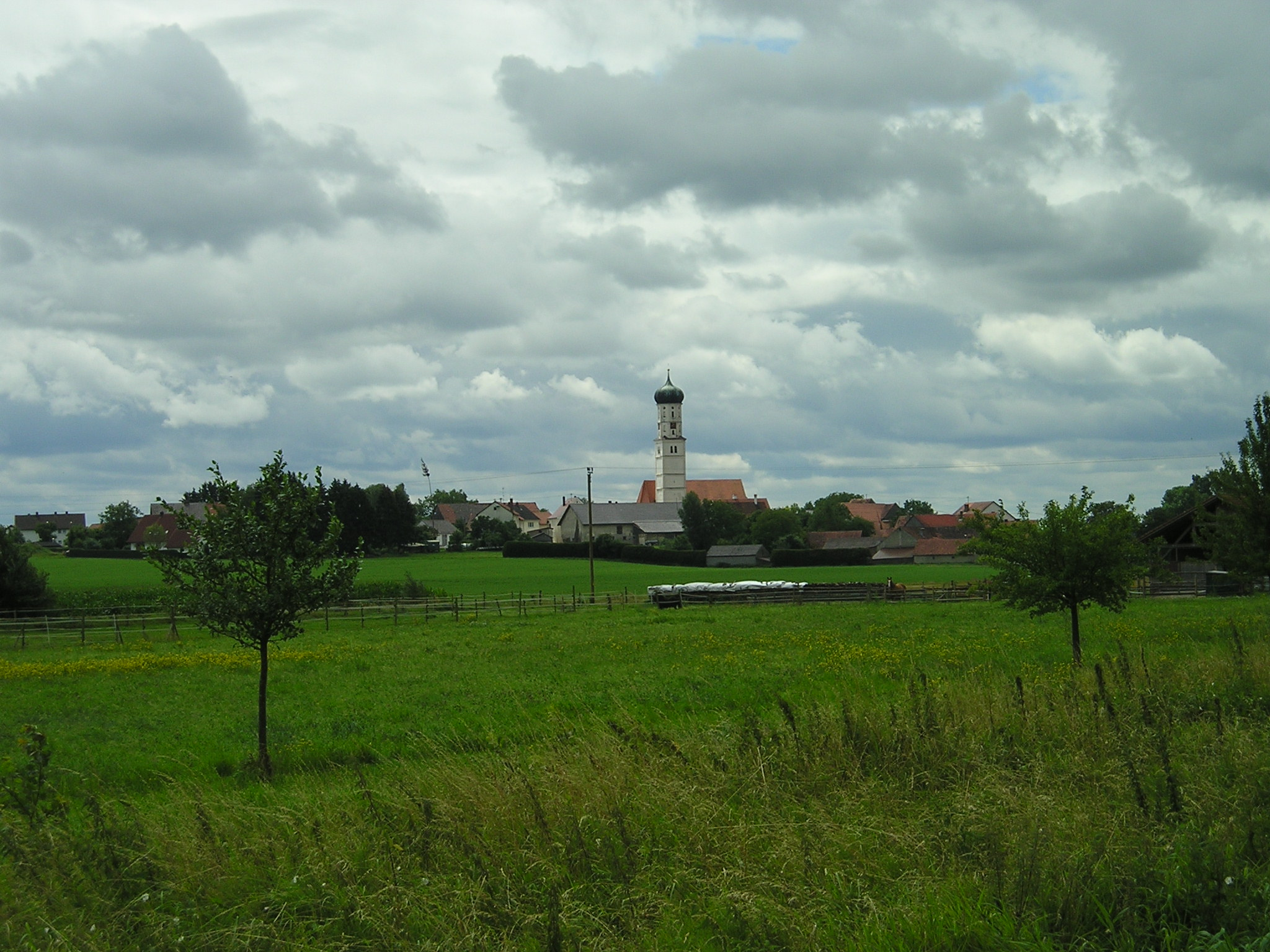
Mauern im Ausgang des Wellheimer Trockentals

Mauern und seine Ortsteile liegen nordnordöstlich vom Hauptort Rennertshofen am Anfang des Wellheimer Trockentals inmitten der hügeligen Landschaft der Südlichen Frankenalb.
Mauern liegt an der nordöstlich-südwestlich verlaufenden Staatsstraße St 2047 von Dollnstein nach Hatzenhofen. Bis 1960 bestand ein Haltepunkt an der 1993 endgültig stillgelegten Bahnstrecke Dollnstein–Rennertshofen.
Die Nachbarorte von Mauern sind im Süden Stepperg, Hatzenhofen und der Hauptort Rennertshofen, im Südwesten Gallenmühle, im Westen Rohrbach, im Norden der Wellheimer Ortsteil Gammersfeld und im Nordosten Ellenbrunn.

## Geschichte

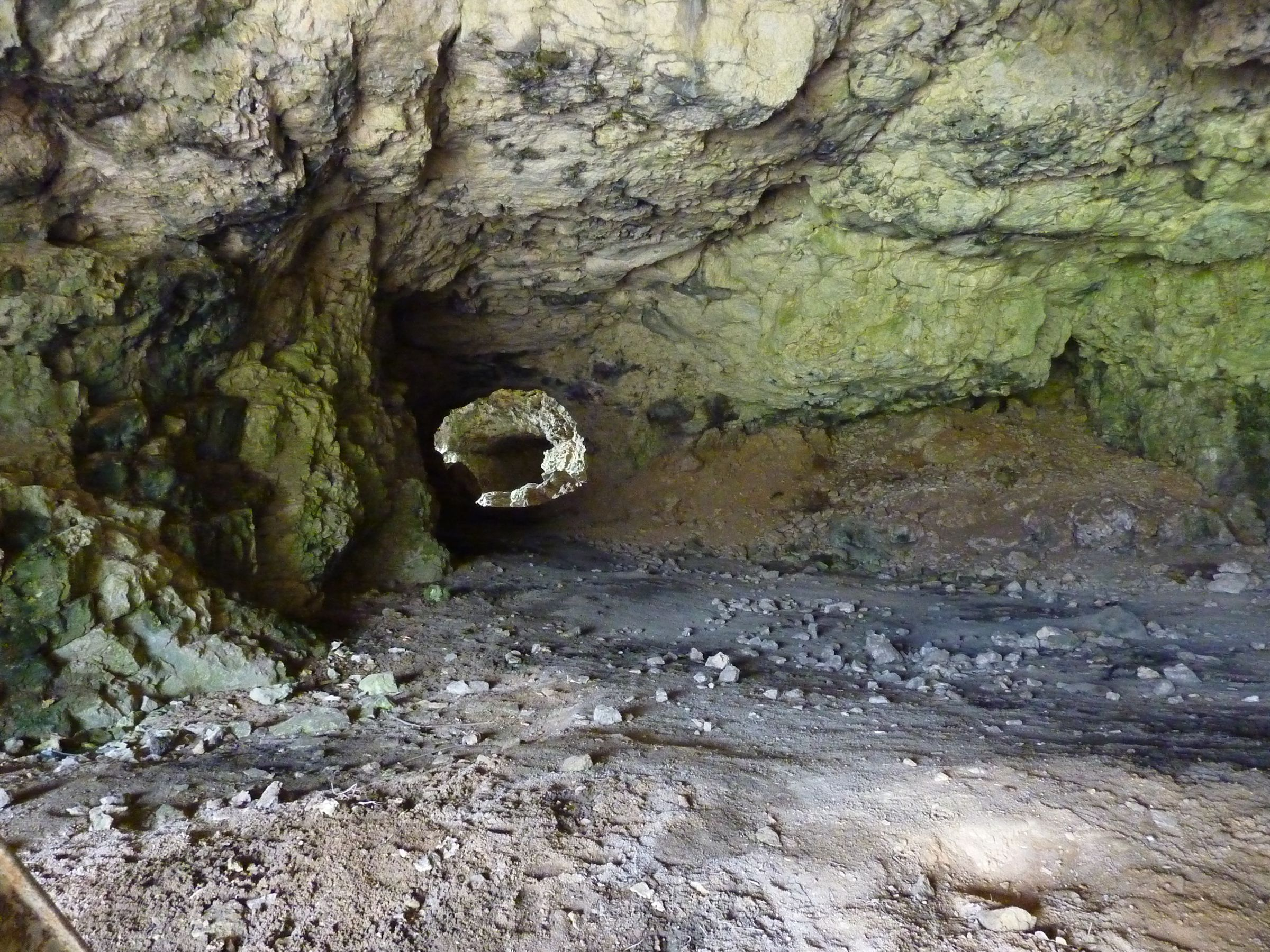
Eine der Höhlen bei Mauern

Siedlungsspuren deuten auf eine frühe Besiedelung der Gegend um Mauern hin: In den Weinberghöhlen befinden sich zahlreiche Relikte aus der menschlichen Vorzeit. Am südlichen Ortsrand fanden sich Reste einer jungsteinzeitlichen Siedlung und eines keltischen Eisenverhüttungsplatzes. 1948 fand man hier die Venus von Mauern. Im Bereich der heutigen Kirche befand sich ein römischer Gutshof (heute noch römisches Grabdenkmal in der Kirche).
Die einwandernden Baiern nannten im 6./7. Jahrhundert den Ort angesichts noch sichtbarer römischer Mauerreste Murun.
1100 bis 1342 gehörte die Territorialhoheit des Ortes der Grafschaft Lechsgemünd, später Grafschaft von Lechsgemünd-Graisbach. Bereits früh besaß das Hochstift Augsburg größere Besitzungen in Muron, darunter auch den Kirchensatz, wie eine Urkunde von 1143 belegt. Die Augsburger errichteten in Mauern ein eigenes Domherrnamt. Ab 1342 gehörte Mauern zum bayerischen Landgericht Graisbach, später Graisbach-Monheim.

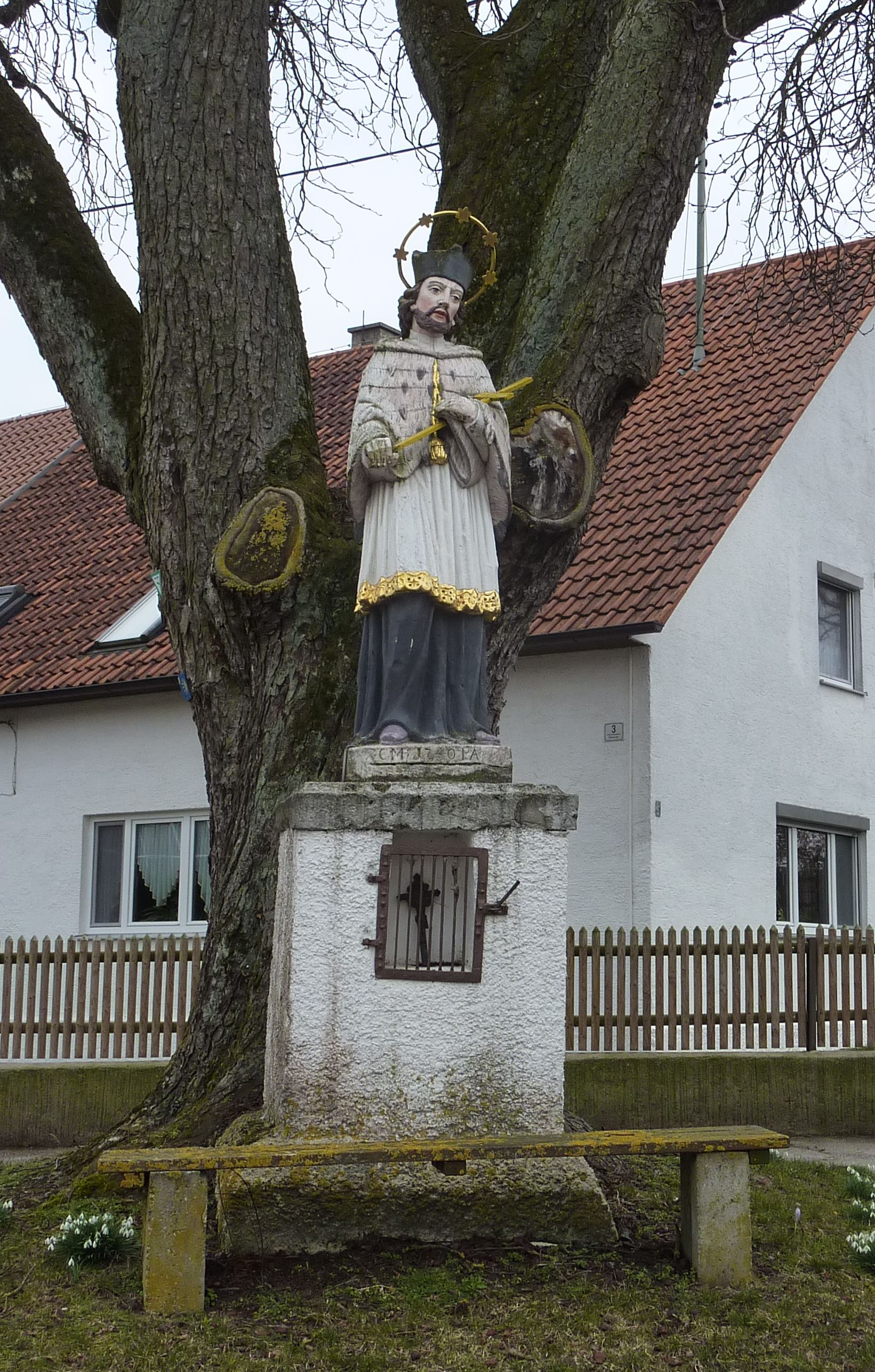
Heiligenfigur in der Ortsmitte

1505 bis 1808 gehörte Mauern zum Herzogtum Pfalz-Neuburg. 1679 und 1741 trat das Domherrnamt Mauern seine gesamten Rechte gegen eine jährliche Abgabe an das Landkapitel Burgheim ab, unter Vorbehalt des Patronatsrechts.

## Gemeinde
Mauern gehörte seit 1803 zum Landgericht Monheim. Mit dem ersten Gemeindeedikt wurde es 1808 Bestandteil des Steuerdistrikts Rennertshofen und durch das zweite Gemeindeedikt von 1818 wurde Mauern mit den Ortsteilen Treidelheim und Siglohe eine Ruralgemeinde. Bei der Trennung von Justiz und Verwaltung zum 1. Juli 1862 wurde die Gemeinde in den Bezirk Donauwörth einbezogen. Am 1. Oktober 1879 kam Mauern mit sechs weiteren Gemeinden zum Amtsgericht Neuburg an der Donau und am 1. Januar 1880 zum Bezirksamt Neuburg an der Donau. Bis zum 30. Juni 1972 war Mauern mit seinen Ortsteilen eine selbstständige Gemeinde im schwäbischen Landkreis Neuburg an der Donau und wurde dann im Zuge der Gebietsreform in Bayern dem nunmehr oberbayerischen vergrößerten Landkreis Neuburg an der Donau, der am 1. Mai 1973 den Namen Landkreis Neuburg-Schrobenhausen erhielt, zugeschlagen. Am 1. Mai 1978 erfolgte die Eingemeindung in den Markt Rennertshofen.

## Pfarrei
Die katholische Pfarrei Mariä Himmelfahrt in Mauern gehört zur Pfarreiengemeinschaft Urdonautal im Dekanat Neuburg-Schrobenhausen im Bistum Augsburg. Zur Pfarrei gehören auch noch Ellenbrunn, Siglohe und Treidelheim sowie zwei Häuser (Schlösslein und Bayermühle) von Hatzenhofen und das nördliche Haus von Dittenfeld.
Der Turmunterbau der Pfarrkirche Mariä Himmelfahrt ist spätromanisch (13. Jahrhundert). Der Chor ist gotisch (Ende 14. Jahrhundert), Schiff, Turmpolygon und Sakristei wurden 1734 errichtet. In der nördlichen Außenwand befindet sich ein beachtliches romanisches Steinrelief aus dem 13. Jahrhundert.

## Baudenkmäler
Siehe: Liste der Baudenkmäler in Mauern